# Salah Eddin Zaimeche Al-Djazair
 (novembre 2020).
Salah Eddin Zaimeche Al-Djazair, connu sous le nom de Dr. Salah Zaimeche, est un universitaire et auteur spécialisé dans l'histoire de l'islam.

## Carrière et recherche
Zaimeche est actuellement un chercheur indépendant et un auteur. Il a été chercheur universitaire au Département de géographie de l'Université de Manchester et fut avant ça conférencier et chercheur à l'Université Constantine 1 en Algérie pendant dix ans. Il a également travaillé à l'Institut des sciences et technologies de l'Université de Manchester,.
Salah Zaimeche est l'auteur d'une dizaine d’ouvrages historiques traitant de thématiques liées à l'histoire de l'islam.
Il a publié ses travaux dans différentes revues scientifiques, notamment Middle Eastern Studies, The Journal of North African Studies et The Geographical Journal,,,, sur des sujets aussi variés que la dégradation environnementale, la désertification, les évolutions politiques de l’Afrique du Nord ou encore les problématiques liées au développement économique et social.
Zaimeche a également été contributeur principal dans l'Encyclopædia Britannica.

## Livres publiés
En anglais
- The Hidden Debt to Islamic Civilisation (Bayt Al-Hikma Press; Manchester; 2005)[9]
- The Golden Age and Decline of Islamic Civilisation (Bayt Al-Hikma Press; Manchester; 2006)[9],[10],[11]
- A Short History of Islam (The Institute of Islamic History; Manchester; 2006)[12]
- The Crusades (The Institute of Islamic History; Manchester; 2007)[12]
- The Myth of Muslim Barbarism and its Aims (Bayt Al-Hikma Press; Manchester; 2007)[13]